# Atlanta Open 1981
Lo Atlanta Open 1981 è stato un torneo di tennis giocato sul cemento. È stata la 10ª edizione dell'Atlanta Open, che faceva parte del Volvo Grand Prix 1981. Si è giocato ad Atlanta negli USA, dal 17 al 23 agosto 1981.

## Campioni

### Singolare
Mel Purcell ha battuto in finale  Gilles Moretton con il punteggio di 6–4 6–2

### Doppio
Fritz Buehning /  Peter Fleming hanno battuto in finale  Sammy Giammalva /  Tony Giammalva con il punteggio di 6–4, 6–2